# وارم بیچ (واشینگتن)
وارم بیچ (به انگلیسی: Warm Beach) یک منطقهٔ مسکونی در ایالات متحده آمریکا است که در شهرستان اسنوهومیش، واشینگتن واقع شده‌است. وارم بیچ ۱۰٫۴ کیلومتر مربع مساحت و ۲٬۴۳۷ نفر جمعیت دارد و ۱۸ متر بالاتر از سطح دریا واقع شده‌است.